# Geir Hasund
Geir Hasund (Ulsteinvik, 3 luglio 1971) è un ex calciatore norvegese, di ruolo centrocampista.

## Biografia
È il figlio di Kjetil Hasund.

## Carriera

### Club
Hasund cominciò la carriera con la maglia dello Hødd, per poi passare al Viking. Esordì con questa maglia in data 2 maggio 1993, schierato titolare nel successo per 1-0 sul Lillestrøm. Il 3 ottobre arrivarono le sue prime reti, con una doppietta nella vittoria per 2-3 in casa del Lyn Oslo. L'anno seguente si trasferì al Brann, debuttando il 16 aprile 1994 e realizzando anche una rete nel successo per 5-1 sullo Strømsgodset. Rimase in forza al club fino al 1998. Nel 1999, passò allo Åsane.

### Nazionale
Hasund conta 9 presenze e 3 reti per la Norvegia under 21. Esordì il 1º marzo 1991, siglando anche un gol nel successo per 1-3 sulle Fær Øer under 21.